# مونغانه وولي سيروته
مونغانه وولي سيروته (بالإنجليزية: Mongane Wally Serote)‏ هو كاتب وشاعر وناشط سياسي مناهض لسياسة الأبارتيد من جنوب أفريقيا، كان لفترة عضواً في البرلمان. ولد في 8 مايو 1944 في صوفياتاون، وهي حالياً ضاحية يوهانسبورغ.

## سيرته
ولد في صوفياتاون، ودرس في مدارس ألكساندرا وليسوتو وسويتو. في الصفوف العليا انتسب إلى المؤتمر الوطني الأفريقي وبدأ يشارك في حركة الوعي الأسود ارتبط بمجموعة سويتو الشعرية التي جسدت في الأدب صوت السكان السود وتطلعاتهم في جنوب أفريقيا. اعتقل في سنة 1969 بموجب قانون الإرهاب وقضى تسعة أشهر في الحبس الانفرادي. عمل بعد أن ترك المدرسة صحفياً.
أصدر في سنة 1972 أول مجموعة شعرية بعنوان «Yakhal’inkomo» (بمعنى «خوار الدواب»)، التي حصلت في السنة التالية على جائزة إنغريد يونكر الشعرية كأفضل أول مجموعة شعرية باللغة الإنكليزية.
وفي سنة 1974 حصل على منحة فولبرايت فذهب للدراسة إلى جامعة كولومبيا، وحصل على درجة الماجستير في الفنون الجميلة في سنة 1979. تأثر شعره في هذه الفترة بحركة نهضة هارليم وحركة نيغريتيود، وتأثر شعره بأساليب التعبير عند دون لوثر لي وإشماعيل ريد وأميري بركة. ويفيض شعره في هذه الحقبة بمشاهد الثورة العنيفة ضد النظام القمعي.
وبعد أن حصل على الشهادة، لم يستطيع العودة إلى جنوب أفريقيا فذهب إلى بوتسوانا وانظم هناك إلى أومكونتو وي سيزويه الجناح العسكري السري للمؤتمر الوطني الأفريقي وتابع نضاله ضد الأبارتيد من خلال أعماله الأدبية مع زملائه في المنفى. وكانوا يسعون إلى بناء وتكريس ثقافة السود وقيمهم ومقاومتهم. ثم انتقل إلى لندن في سنة 1986 ليعمل في مكتب الفنون والثقافة للمؤتمر الوطني الأفريقي. وتصور أولى رواياته «لكل ولادة دمها» (1981) النشاط السياسي في سبعينات القرن العشرين وتتفحص عنف الحكومة ولامبالاة السود وتحولهم إلى المعارضة العنيفة.
عاد إلى جنوب أفريقيا في سنة 1990 واستمر في عمله في مكتب الفنون والثقافة. ترأس في سنة 1994 اللجنة البرلمانية للفنون والثقافة.
نالت مجموعته الشعرية السابعة «قطار العالم الثالث السريع» في سنة 1993 جائزة نوما للنشر في أفريقيا. وفي سنة 2004 حصل على جائزة بابلو نيرودا من حكومة تشيلي.

## الجوائز
- 1973: جائزة إنغريد يونكر الشعرية (أفضل أول مجموعة شعرية باللغة الإنكليزية)[2]
- 1993: جائزة نوما للنشر في أفريقيا[2]
- 2004: جائزة بابلو نيرودا من حكومة تشيلي[2]
- 2007: وسام إيكامانغا الفضي من رئيس جنوب أفريقيا[3]
- 2012: الإكليل الذهبي في مهرجان أمسيات ستروغا الشعرية[4]
- 2024: درجة التألق من وسام الثقافة والعلوم والفنون الفلسطيني.[5]

## أعماله

### الشعر
- «Yakhal’inkomo» («خوار الدواب»، 1972)
- «Tsetlo» («عصفور العسل»، 1974)
- «No Baby Must Weep» («لا يبكينَّ أي طفل»، 1975)
- «Behold Mama, Flowers» («انظري يا ماما، هذه أزهار»، 1978)
- «The Night Keeps Winking» («الليل يغمز ويغمز»، 1982)
- «A Tough Tale» («قصة قاسية»، 1987)
- «Third World Express» («قطار العالم الثالث السريع»، 1992)
- «Come and Hope With Me» («تعال نحلم سوية»، 1994)
- «Freedom Lament and Song» («رثاء وأنشودة الحرية»، 1997)
- «History is the Home Address» («التاريخ عنواني»، 2004)

### الروايات
- «To Every Birth Its Blood» («لكل ولادة دمها»، 1981)
- «Gods of Our Time» («آلهة زماننا»، 1999)
- «Scatter the Ashes and Go» («انثر الرماد واذهب»، 2002)

### المقالات
- «On the Horizon» («في الأفق»، 1990)